# Stanhopea intermedia
Stanhopea intermedia är en orkidéart som beskrevs av Johannes Christoph Klinge. Stanhopea intermedia ingår i släktet Stanhopea och familjen orkidéer. Inga underarter finns listade i Catalogue of Life.

## Bildgalleri

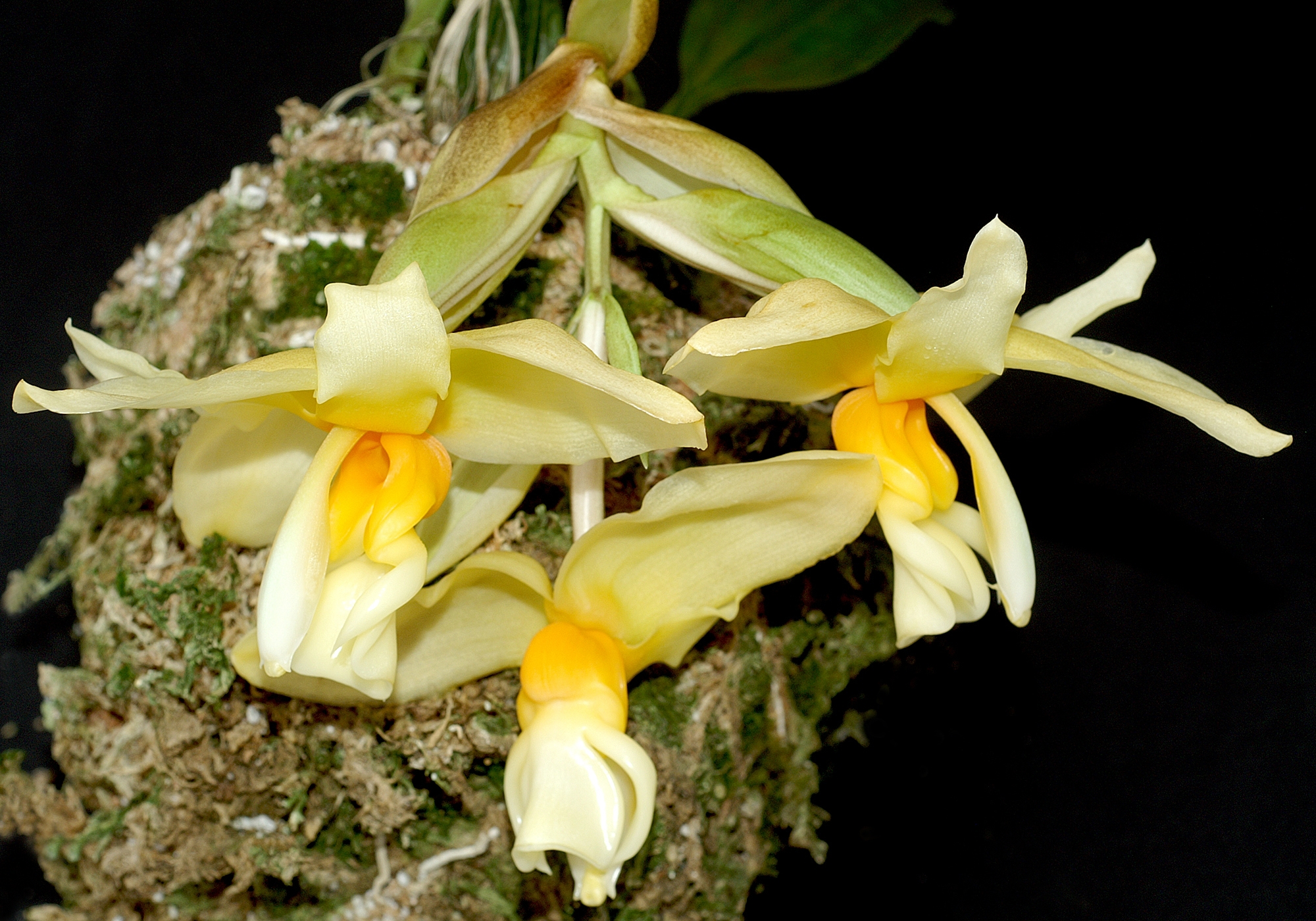
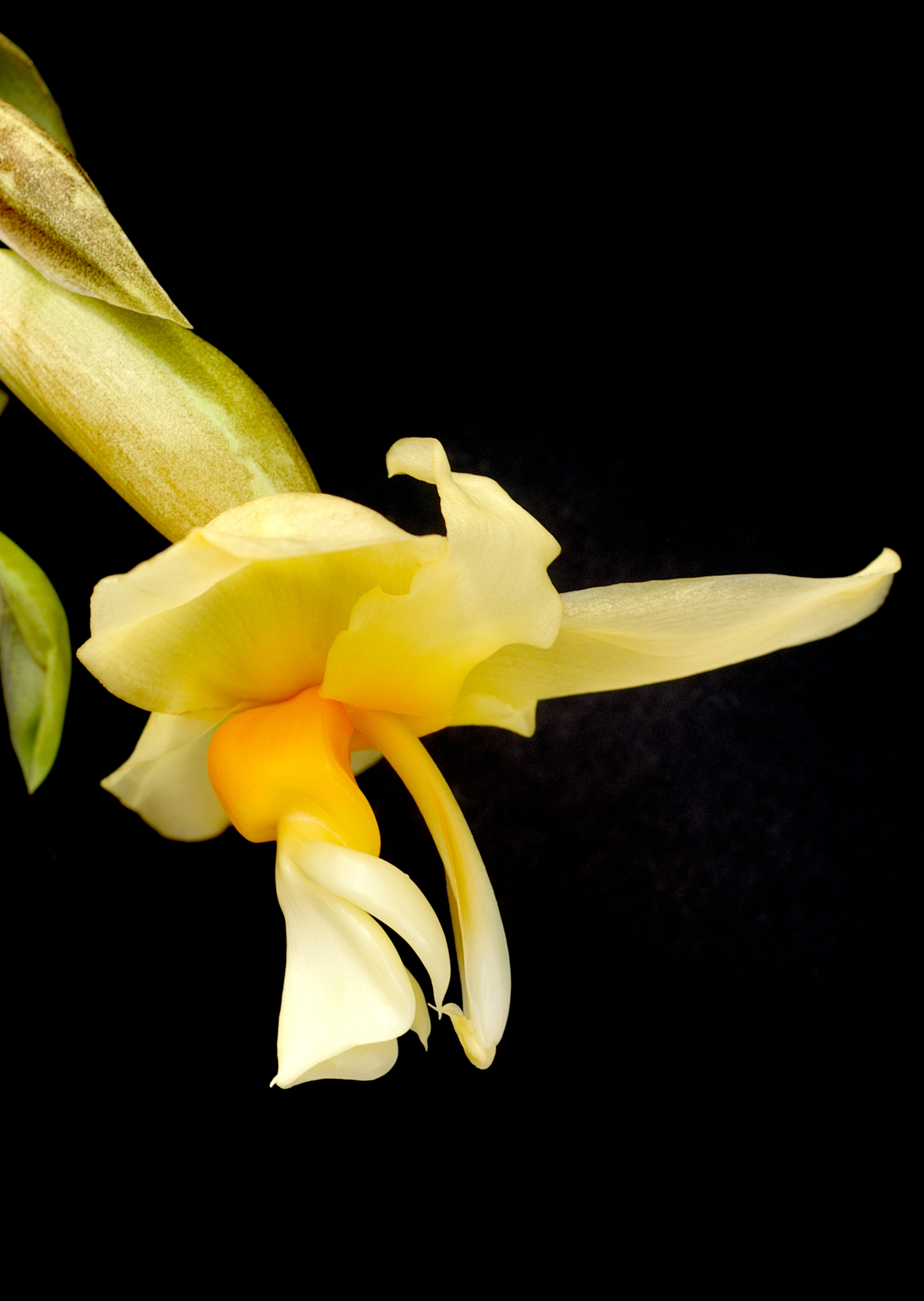
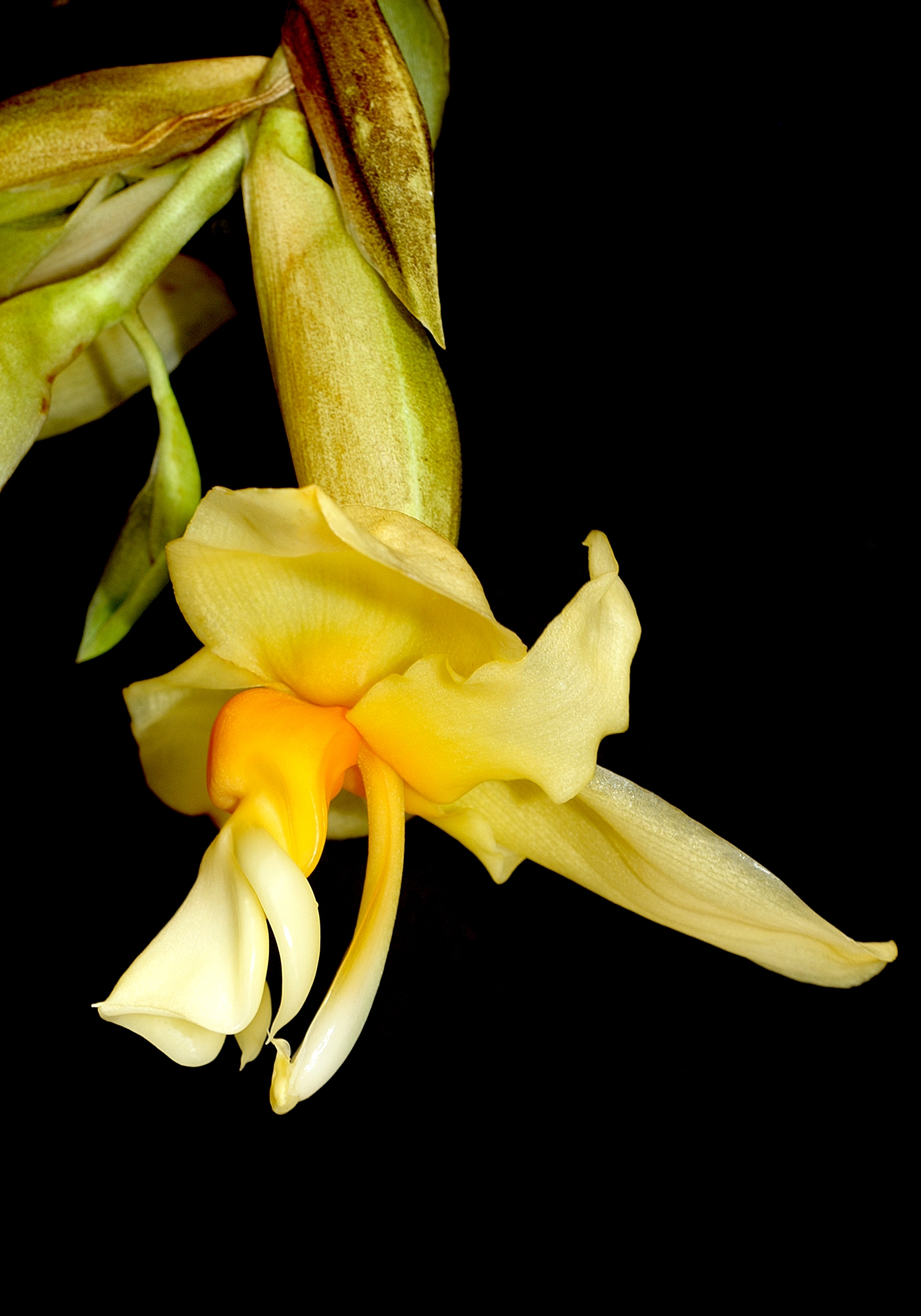
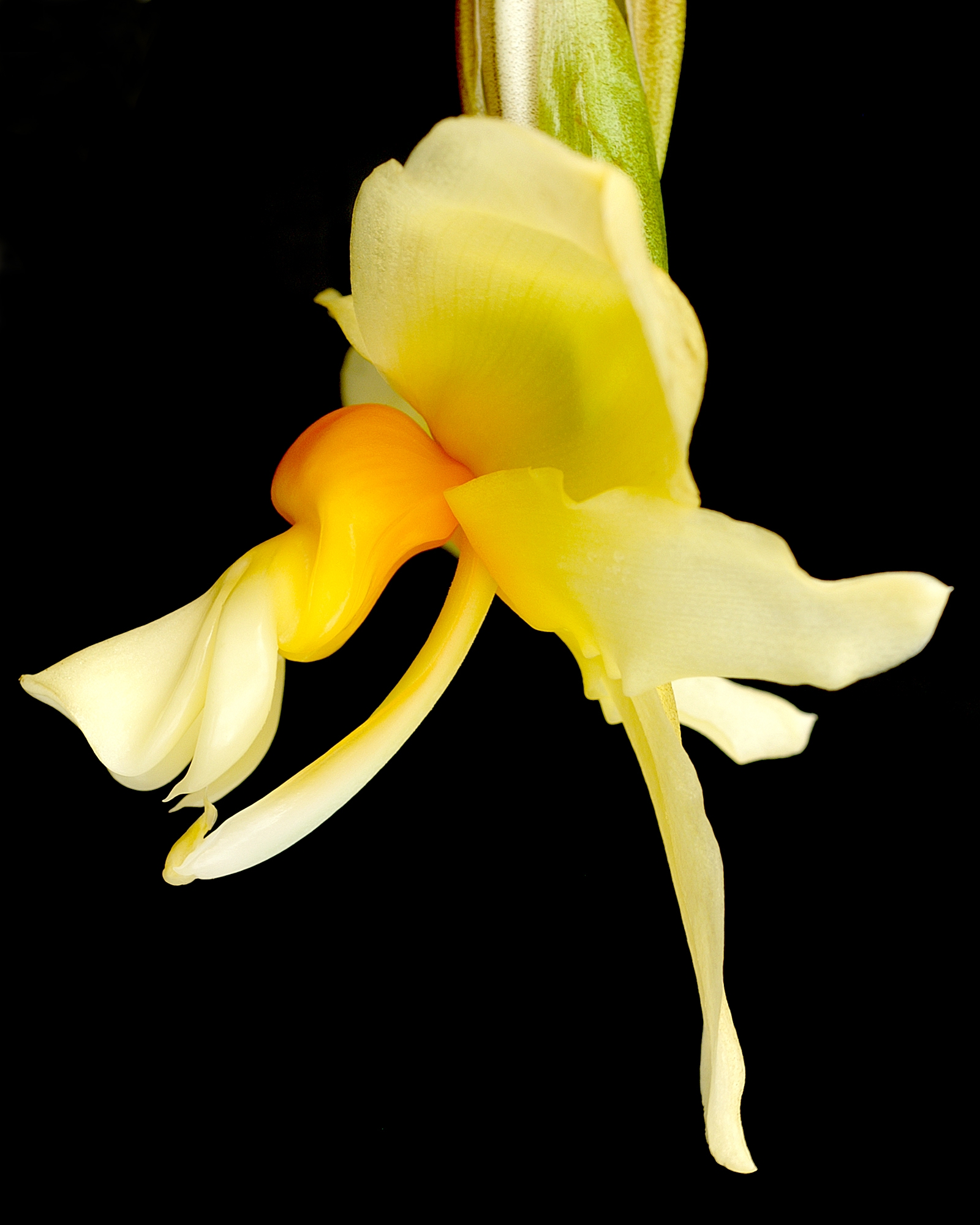
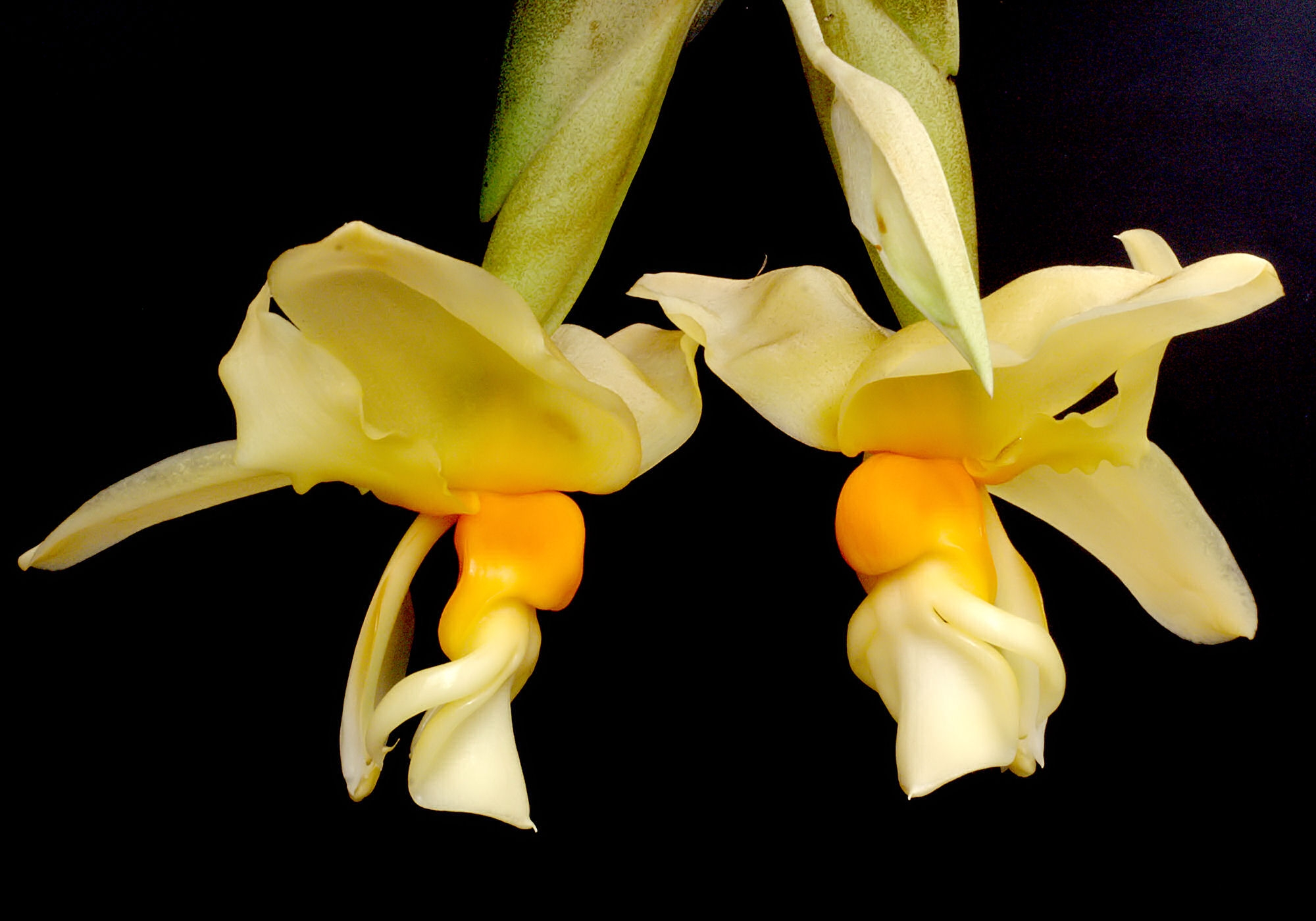
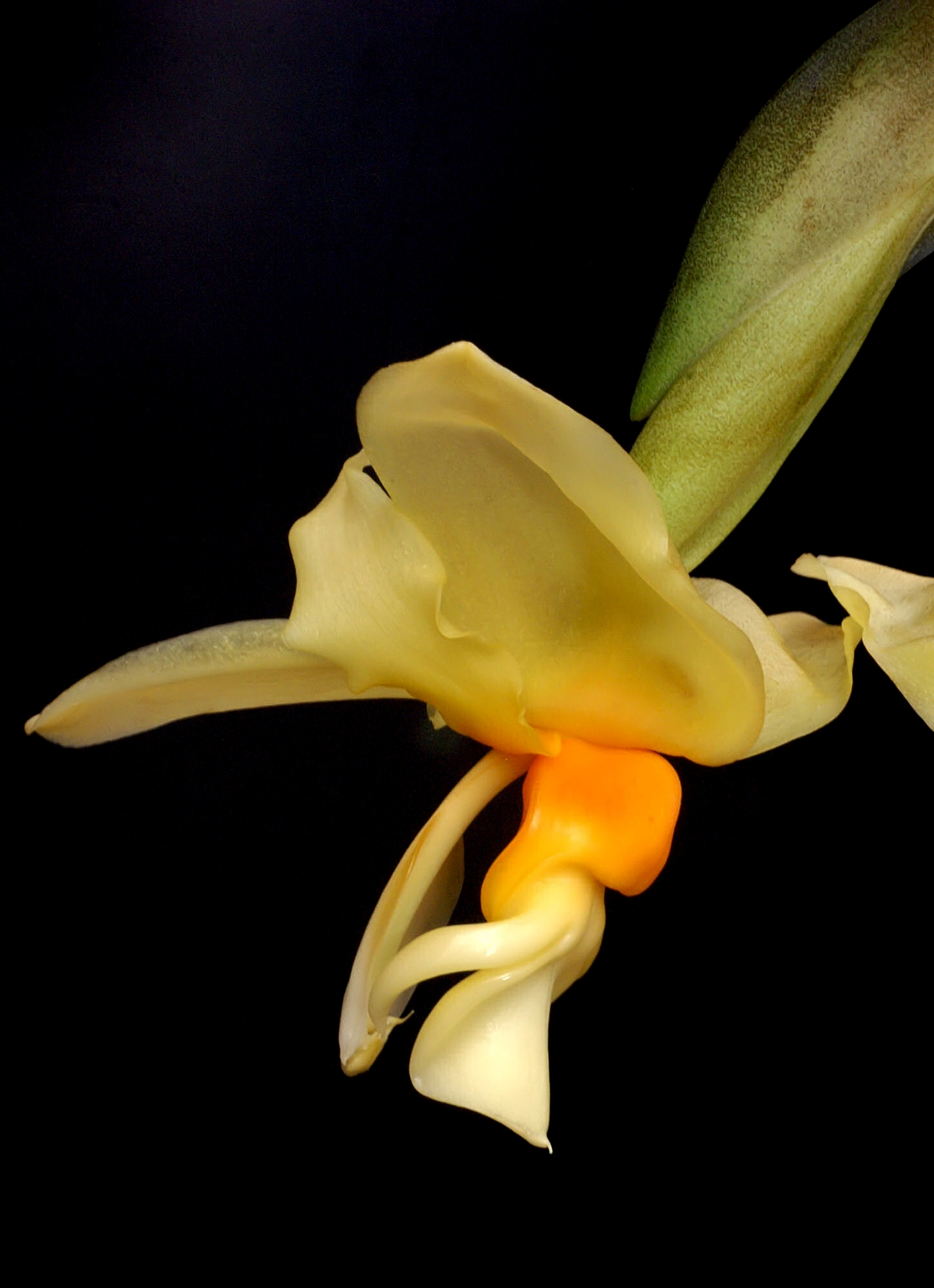